# 香川俊介
香川俊介（1956年—2015年8月9日）是，日本財務官僚。

## 人物
千葉縣五井町出身。
經開成高等學校，畢業東京大學法學部第1類（私法課程）。1979年 大藏省入省。分配至國際金融局總務課。
事務次官的任期是1年不過，從省內被招呼「大物次官」。
2015年8月9日，由於食道癌死去。

## 簡歷
- 1979年4月 - 大藏省入省。
- 1982年 - 經濟理論進修。
- 1983年 - 大臣官房調查企劃課係長。
- 1984年 - 佐久稅務署長。
- 1986年8月 - 通商產業省產業政策局商政課流通班長。
- 1987年 - 小泽一郎內閣官房副長官秘書官。
- 1993年 - 主計局主計官補佐（公共事業總結第一・二，公共事業第一係主查）。
- 1994年 - 大臣官房調查企劃課長補佐。
- 1995年 - 輸出入銀行國外投資研究所主任研究員（英国留學）。
- 1997年 - 國際金融局總務課國際調整室長。
- 1998年 - 國際局國際收支課外匯室長。
- 1999年7月 - 主計局主計官（防衛係擔當）。
- 2000年6月 - 主計局主計官（國土交通・公共事業總結係擔當）。
- 2003年7月 - 主計局法規課長。
- 2004年7月 - 主計局總務課長。
- 2006年7月 - 大臣官房參事官（大臣官房擔當）。
- 2007年7月 - 主計局次長（次席）。
- 2009年7月 - 大臣官房總括審議官。
- 2010年7月30日 - 大臣官房長。
- 2013年6月28日 - 主計局長。
- 2014年7月4日 - 財務事務次官。
- 2015年7月7日 - 卸任。財務省顧問。
- 2015年8月9日 - 逝世。

## 同期入省者
- 木下康司（財務事務次官，主計局長，國際局長，大臣官房總括審議官）
- 田中一穗（財務事務次官，主計局長，主稅局長）
- 古澤滿宏（財務官，理財局長，國際貨幣基金（IMF）理事，國際局次長）
- 永長正士（人事院事務總長）
- 桑原茂裕（日本銀行理事，金融廳總務企劃局長）
- 細田隆（關東財務局長，東京稅關長）
- 手島洋（大阪國稅局總務部總務課長（1987年1月自殺））
- 加藤勝信（眾議院議員，內閣官房長官 兼 綁架問題擔當大臣，厚生勞動大臣，一億總活躍擔當大臣 兼 綁架問題擔當大臣）等。